# Hastigerella abbotti
Hastigerella abbotti är en kräftdjursart som beskrevs av Lang 1965. Hastigerella abbotti ingår i släktet Hastigerella och familjen Ectinosomatidae. Inga underarter finns listade i Catalogue of Life.